# Gar Zabala
Gar Zabala es el nombre de una variedad cultivar de manzano (Malus domestica) Está cultivada en la colección del Banco de Germoplasma del manzano de la Universidad Pública de Navarra con el N.º BGM007, ejemplares procedentes de esquejes localizados en Elizondo la capital  del Valle de Baztán, Navarra.

## Sinónimos
- "Manzana Gar Zabala",[7]
- "Gar Zabala Sagarra",[8][9][10][11][12]

## Características
El manzano de la variedad 'Gar Zabala' tiene un vigor alto. El árbol tiene tamaño medio y porte semi erecto, con tendencia a ramificar media, con hábitos de fructificación en ramos cortos y largos; ramos con pubescencia fuerte; presencia de lenticelas muy escasas; grosor de los ramos grueso; longitud de los entrenudos media.
Las flores son de un tamaño medio; con la disposición de los pétalos superpuestos; color de la flor cerrada rosa claro, y el color de la flor abierta blanco rosado; longitud de estilo / estambres iguales; punto de soldadura del estilo cerca de la base; Época de floración tardía, con una duración de la floración media. Incompatibilidad de alelos S1 S3 S10.
Las hojas tienen una longitud del limbo de tamaño medio, con color verde, pubescencia ausente, con la superficie poco brillante. Forma del limbo es ovalado, forma del ápice achatado, forma de los dientes ondulados, y la forma de la base del limbo redondeado. Plegamiento del limbo extendido, con porte caído; estípulas filiformes; longitud del pecíolo medio.
La variedad de manzana 'Gar Zabala' tiene un fruto de tamaño grande, de forma globoso cónica ancha; con color de fondo verde amarillento, con sobre color de importancia ausente, y una sensibilidad al "russeting" (pardeamiento áspero superficial que presentan algunas variedades) débil; con una elevación del pedúnculo a nivel, grosor de pedúnculo fino, longitud del pedúnculo largo, anchura de la cavidad peduncular es media, profundidad cavidad pedúncular media, importancia del "russeting" en cavidad peduncular media; profundidad de la cavidad calicina es grande, anchura de la cavidad calicina es media, importancia del "russeting" en cavidad calicina media; apertura de los lóbulos carpelares están abiertos; apertura del ojo cerrado; color de la carne verdosa presentando vitrificaciones; acidez media, azúcar bajo, y firmeza de la carne media.
Época de maduración y recolección temprana. Se usa como manzana de sidra.

## Susceptibilidades
- Oidio: ataque medio
- Moteado: ataque débil
- Fuego bacteriano: ataque medio
- Carpocapsa: ataque medio
- Pulgón verde: ataque débil
- Araña roja: ataque medio[4][15]